# 559 (tal)
559 är det naturliga heltal som följer 558 och följs av 560.

## Matematiska egenskaper
- 559 är ett udda tal.
- 559 är ett semiprimtal[1].
- 559 är ett defekt tal.
- 559 är ett sammansatt tal.
- 559 är ett Centrerat kubiktal.
- 559 är ett Nonagontal.
- 559 är ett lyckotal.

## Inom vetenskapen
- 559 Nanon, en asteroid.